# طريقة القاسمي الخلوتية الجامعة
طريقة القاسمي الخلوتية الجامعة هي طريقة صوفيّة هي عبارة عن مدرسة تربوية رئيسها هو الشيخ المرشد المربي وطلابها هم المريدون، وفق منهج الكتاب والسنّة، دخلت إلى فلسطين ومدن مختلفة في بلاد الشام على يد الشيخ محمود الرافعي الطرابلسي الذي أعطى الطريقة للشيخ عبد الرحمن الشريف الخليلي، وقد انتشرت الطريقة في شمال البلاد وجنوبها على يد الشيخ حسني الدين القاسمي، والذي يعتبر عصره العصر الذهبي للطريقة، وقد اهتم المشايخ بنشر العلم والثقافة، وإقامة الزوايا والمذاكرة الشفوية التي تتم بين الشيخ ومريديه، وإقامة الدورات لتعليم العلوم الشرعية، وإنشاء المكتبات وتشجيع التصنيف والتأليف في شتى فنون المعرفة، وابتعاث بعض الافراد إلى المؤسسات التعليمية للحصول على الشهادات الجامعية العليا، ثم تُوِّجَ ذلك كله بإنشاء أكاديميّة القاسمي في باقة الغربية عام (1989م)، التي اهتمت بنشر العلم والمعرفة في مختلف التخصصات، وسعت لتحقيق هذه الغاية إلى إقامة المراكز البحثية والمختبرات العلمية، وقد تم إنشاء مركز بدايات في الأكاديمية، وإنشاء المجمع الثقافي، وروضات رياض الصالحين، وحضانات القاسمي، ومدرسة القاسمي الأهلية فوق الابتدائية، ومدرسة القاسمي الأهلية الابتدائية (2018)، وإقامة المؤتمرات في مختلف التخصصات داخل الأكاديمية، وايفاد بعض أعضائها للمشاركة في المؤتمرات العالمية، وسعت إلى إقامة الندوات في مناسبات متعددة ليتم التفاعل مع المجتمع، وأصدرت مجلة «جامعة» وهي مجلة علمية مُحَكَّمَة وفتحت المجال أمام الباحثين من مختلف أنحاء العالم ليشاركوا بابحاثهم، يقول العارف بالله الشيخ أحمد الدردير رضي الله تعالى عنه: «طريقتنا طريقة علم، بقدر ما تكون عالمًا تكون مجتهدًا في الطريق».

## أهم الأضواء على طريقة القاسمي الخلوتية الجامعة
1. سُمّيت طريقة القاسمي الخلوتية الجامعة بهذا الاسم نسبة إلى مشايخها من آل القاسمي ونسبة إلى مشايخها من آل الخلوتي.
2. سميت بالجامعة مصداقًا لما جاء في الصحيحين من حديث أبي هريرة قال: سمعت رسول الله صلى الله عليه وسلم يقول: «بُعِثتُ بجوامع الكلم».
3. دخلت طريقة القاسمي الخلوتية الجامعة بلاد الشام عن طريق الشيخ محمود الرافعي الطرابلسي الذي تعلم في الأزهر وتلقى الطريقة على يد الشيخ أحمد الصاوي، الذي قال: «ربّيت ولدي محمود لبرّ الشام»، حيث كان من عادة الشيخ الرافعي زيارة سواحل سوريا (برّ الشام) في المواسم، وأدى ذلك إلى انتشار مبادئ الطريقة في اللاذقية، صيدا، عكا، دمشق، الخليل، اللد، الرملة، القدس، يافا[2]، وفي أحد الزيارات منح الطريقة للشيخ عبد الرحمن الشريف الخليلي وأجازه بالإرشاد.
4. بعد وفاة الشيخ عبد الرحمن الشريف عام 1887م تسلم الإرشاد الشيخ حسن حسين عمرو أحد أبناء مدينة دورا في الخليل واستمر حتى عام 1919م، ثم تسلم الإرشاد الشيخ خير الدين الشريف حتى عام 1926م.
5. ثم تسلم الإرشاد الشيخ حسني الدين القاسمي (ت 1944 م) وكان قد تلقى العهد عن الشيخ حسن حسين عمرو وأجازه بالطريقة، ويعتبر عصره العصر الذهبي للطريقة، حيث امتدت من الخليل إلى نوبا إلى عتيل وزيتا وعلار وصيدا ودير الغصون وباقة الغربية وجت المثلث وبئر السكة.
6. ثم تسلم الإرشاد الشيخ عبد الحي القاسمي (ت 1962م) الذي هاجر إلى إربد بعد أحداث عام 1948م.
7. ثم تسلم الإرشاد الشيخ ياسين القاسمي (ت 1986م) وفي عهده أخذت الطريقة ترتقي بفعالياتها ونشاطاتها الدينية والتربوية لخدمة الإسلام والمسلمين، حيث تم إنشاء مكتبة أكاديمية القاسمي والتي تعد الأولى في الوسط العربي داخل إسرائيل، ودارا للقرآن الكريم.
8. ثم تسلم الإرشاد الشيخ محمد جميل القاسمي (ت 1988م) وفي عهده تم تأسيس كلية الشريعة والدراسات الإسلامية في باقة الغربية عام 1988م.
9. ثم تسلم الإرشاد الشيخ عفيف القاسمي (ت 1998م) حيث تم في عهده افتتاح كلية الشريعة عام 1989م، والاعتراف بها مما ساهم في انتشار اسم الطريقة انتشارا واسعا. وافتتاح روضات رياض الصالحين النموذجية.
10. الشيخ عبد الرؤوف القاسمي تسلم الإرشاد (ت 1998م)، حيث تم الحصول على الاعتراف الرسمي للكلية ”أكاديمية“ تمنح شهادة الB.ed، ثم تم الحصول على الاعتراف الرسمي بالأكاديمية ”أكاديمية مستقلة“، وعمل على توسيع الأكاديمية بمساحة قدرها 6500 متر مربع، ثم تم افتتاح الكلية التكنولوجية في عام 2004م في حرم أكاديمية القاسمي والتي حصلت على اعتراف وزارة الصناعة والتجارة بثلاث تخصصات للعام الدراسي 2005م، كما تم افتتاح المجمع الثقافي في عام 2002م الذي يرعى الكثير من الفعاليات اللامنهجية والمشاريع التعليمية والتربوية على اختلاف المراحل العمرية كمخيم القاسمي الصيفي ومشروع الموهوبين القطري، وفي عام 2007م تم الإعلان عن افتتاح مدرسة القاسمي الثانوية للتميز في باقة الغريية، وهي مدرسة قطرية بإشراف أكاديمية القاسمي، وافتتاح راديو القاسمي التربوي الذي ينطلق بثه من حرم أكاديمية القاسمي.